# غابي جاكسون
غابي جاكسون (بالإنجليزية: Gabe Jackson)‏ هو لاعب كرة قدم أمريكية أمريكي، ولد في 12 يوليو 1991 في ليبرتي في الولايات المتحدة.

## وصلات خارجية
- غابي جاكسون على موقع مرجع كرة القدم المحترفة.كوم (الإنجليزية)